# The Sweet Inspirations
The Sweet Inspirations fue un grupo musical femenino de soul compuesto por Cissy Houston, Doris Troy, Dionne Warwick, Dee Dee Warwick, Ann Williams, Estelle Brown, Sylvia Shemwell y Myrna Smith. 
Se conformó como uno de los mejores grupos soul haciendo coros a estrellas como Aretha Franklin, The Drifters, Van Morrison, Wilson Pickett, Solomon Burke, Garnett Mimms, Elvis Presley, Bee Gees, entre otros.

## Biografía
El grupo estaba formado a partir de la formación de Darwin y Oscar creada en los 50s The Drinkard Singers. 
Se le sumaron en 1963 las cantantes Soul Doris Troy, Judy Clay, y las hermanas Dionne Warwick y Dee Dee Warwick, a su vez sobrinas de la vocalista principal del grupo Cissy Houston (madre de la cantante Whitney Houston). 
En 1967 el grupo cambió su nombre por The Sweet Inspirations. Firmaron por Atlantic y empezaron a hacer un sonido que mezclaba el soul con la armonía góspel. durante toda esa década su principal trabajo fue el hacer coros a la mayoría de las estrellas del soul, en especial destacaron en las extensas giras de Aretha Franklin. A finales de los 60s consiguieron algunos hits que se movían más cerca del R&B, de los que destaca "Sweet Inspiration". Cissy Houston dejó el grupo para iniciar su carrera en solitario en 1969, y a principios de los 70s The Sweet Inspirations abandonaron Atlantic. Después de esto trabajaron con Elvis Presley desde 1969 hasta la muerte del cantante en 1977 y grabaron un álbum para Stax en 1973, cuando el grupo ya se había reducido a un trío; Sylvia Shemwell, Myrna Smith y Estelle Brown.

## Discografía
| Año  | Título                           | Discográfica |
| ---- | -------------------------------- | ------------ |
| 1968 | Songs of faith & inspiration     | Atlantic     |
| 1969 | Sweets for my sweet              | Atlantic     |
| 1969 | What the World needs now is love | Atlantic     |
| 1970 | Sweet, sweet soul                | Atlantic     |
| 1973 | The Estelle, Myrna and Sylvia    | Stax         |
| 1979 | Hot Butterfly                    | RSO          |

## Listas Billboard
| Máx. Posición | Álbum                  | Chart        | Año  |
| ------------- | ---------------------- | ------------ | ---- |
| 12            | The Sweet Inspirations | Black albums | 1968 |
| 90            | The Sweet Inspirations | Pop albums   | 1968 |

| Máx. Posición | Sencillo                  | Chart                     | Año  |
| ------------- | ------------------------- | ------------------------- | ---- |
| 13            | Let it be me              | Black singles             | 1967 |
| 94            | Let it be me              | Pop singles               | 1967 |
| 36            | Why (Am I treated so bad) | Black singles             | 1967 |
| 57            | Why (Am I treated so bad) | Pop singles               | 1967 |
| 5             | Sweet Inspiration         | Black singles             | 1968 |
| 18            | Sweet Inspiration         | Pop singles               | 1968 |
| 30            | To love somebody          | Black singles             | 1968 |
| 74            | To love somebody          | Pop singles               | 1968 |
| 41            | Unchained melody          | Black singles             | 1968 |
| 73            | Unchained melody          | Pop singles               | 1968 |
| 42            | Crying in the rain        | Black singles             | 1969 |
| 25            | A brand new lover         | Black singles             | 1970 |
| 44            | Evidence                  | Black singles             | 1971 |
| 26            | Love is on the way        | Club Play singles         | 1979 |
| 34            | Celebration               | Hot Dance music/Club Play | 2005 |

- Datos: Q386689
- Multimedia: The Sweet Inspirations / Q386689